# Chasmia parvacallosa
Chasmia parvacallosa är en tvåvingeart som först beskrevs av H. Oldroyd 1949.  Chasmia parvacallosa ingår i släktet Chasmia och familjen bromsar. Inga underarter finns listade i Catalogue of Life.